# James Siers
Zybigniew Sierpinski connu sous le nom de James Siers, né en 1936 à Loutsk (alors en Pologne) et mort le 17 décembre 2013 aux Fidji, est un écrivain, photographe et réalisateur néo-zélandais.
Travaillant pour la télévision à Wellington, il est l'auteur de nombreux livres sur les îles du Pacifique,. 

## Biographie
Siers est né en Pologne en 1936 et arrive en Nouvelle-Zélande en 1944, à l'âge de huit ans comme réfugié de guerre. En 1962-1963, il se rend pour la première fois dans le Pacifique pour une mission journalistique. Après une longue carrière d'auteur et de cinéaste, il s'installe aux Fidji où il devient propriétaire d'un complexe hôtelier.

## Publications
- 1970 : Samoa in Colour,  (ISBN 0-589-00455-7)
- 1970 : Polynesia in Colour,  (ISBN 0-8048-0866-X)
- 1973 : Hawaii,  (ISBN 0-06-013769-X)
- 1973 : Hawaii & Polynesia,  (ISBN 0-385-08167-7)
- 1973 : Tahiti in color: Couleurs de Tahiti,  (ISBN 0-8048-1056-7)
- 1978 : Tonga,  (ISBN 0-908582-32-3)
- 1978 : Taratai: A Pacific Adventure,  (ISBN 0-908582-00-5)
- 1978 : Taratai II: A Continuing Pacific Adventure,  (ISBN 0-908582-28-5)
- 1979 : New Zealand: Dramatic landscape,  (ISBN 0-908582-40-4)
- 1979 : Fiji In Colour
- 1982 : Tahiti - Romance and Reality,  (ISBN 0-312-59587-5)
- 1984 : Papua New Guinea,  (ISBN 0-312-59587-5)
- 1985 : Fiji: Celebration,  (ISBN 0-312-28930-8)
- 1985 : New Zealand: Incredible Landscape,  (ISBN 0-312-57170-4)
- 1986 : Above Auckland, avec Hamish Keith (en), Millwood Press, Auckland,  (ISBN 9780908582785)
- 1995 : Fiji Islands (Insight Pocket Guides) (Paperback),  (ISBN 0-395-73397-9)

## Films documentaires
- 1977 : Viking of the Sunrise[4]
- 1982 : Eye of the Octopus[5]